# ROCK ME BABY
「ROCK ME BABY」（ロック ミー ベイビー）は、THE BAWDIESの7作目のシングル。2012年2月8日にビクターエンタテインメントから発売された。

## 概要
前作「RED ROCKET SHIP」からおよそ4か月を置いて発表された2012年の1作目。2011年11月の日本武道館公演後に初めてリリースした本作は「第2章」「新たなる幕開け」の作品と位置付けている。
CD盤（VICL-36690 以下CDと表記）、7インチ・レコード（SEZ-3021 以下アナログ盤と表記）、デジタル・ダウンロード各種でリリース。収録曲はCD盤がM-1からM-3まで全3曲、アナログ盤はA面とB面にそれぞれ1曲ずつ計2曲となっている。CDは通常盤と初回生産分限定盤の2種リリース。また、2012年3月14日発売のアナログ盤は1000枚限定でリリース。
表題曲は、関西テレビ・フジテレビ系全国ネット放送のテレビドラマ『ハングリー!』の主題歌として書き下ろされた「ROCK ME BABY」。なお、同楽曲はテレビ東京系列放送の音楽番組『JAPAN COUNTDOWN』の2012年2月度オープニングテーマにもなっている。
カップリング曲はTHE BAWDIESの憧れのバンド、THE SONICSの「SHOT DOWN」のカヴァーを収録。またCD盤のみ、3曲目にはテレビドラマ『ハングリー!』の劇中歌として書き下ろされたインスト曲「HUNGRY」が収録。
なお、THE BAWDIESの楽曲にテレビドラマのタイアップがつくのは本作が初めて。

## 収録曲
CD
1. ROCK ME BABY [3:42]
  - 作詞・作曲：Ryo Watanabe（ROY）

2011年のライブツアー「LIVE THE LIFE LOVE」の途中（後半頃）にオファーを受け、日本武道館公演を控える中でのハードスケジュールの合間を縫いながら[3][12]、ドラマ『ハングリー!』の主題歌として書き下ろされたロックナンバー[3]。「現代のストレートなロックンロールが作りたい」という思い[13]のもと、ドラマの雰囲気に合うような、「上を向き前へ進むるような明るいパワーと温かい愛」をテーマに作られた[9][8][14]。
この曲でテレビ朝日の音楽番組『ミュージックステーション』（2012年2月17日放送分）に初めて出演した[15]。
2. SHOT DOWN [2:10]
  - 作詞・作曲：Gerald Roslie

THE BAWDIESが大きく影響を受けた憧れのバンド、THE SONICSの同名曲のカヴァー[3][9][8]。2012年3月14日から行われる同バンドとの対バンツアー[注 1]を成功させるべく、その足掛かり的な決意が込められたカバー[3]。
3. HUNGRY [2:34]
  - 作曲：THE BAWDIES

CD盤に収録された3曲目。ドラマ『ハングリー!』の劇中歌として書き下ろされたインストルゥメンタル[3][9][8]。
ROY曰く、「セッション性を考慮しながら、インパクトを重視した」という[3]。

アナログ盤（7インチ・レコード）
1. ROCK ME BABY
2. SHOT DOWN

## ミュージック・ビデオ
本作のミュージック・ビデオは、静と動の対比をテーマとして、マネキンに扮したメンバー4人が昼間はショーケースの中で飾られ、夜間はライブさながらに演奏する姿が描かれている。監督はムラカミタツヤ。
なお、撮影ではマネキンに扮する都合、メンバーは楽器を抱えながら静止しなくてはならず、メンバー曰く、「しんどかった」。メイキング映像では、コンタクトレンズを使用しているJIMはまばたきしないように言われたことや、ROYは「TAXMANがちょこちょこ動いていた」と語り、指摘を受けたTAXMANは「止まれと言われても止まれない」と振り返った。
ミュージック・ビデオは2012年1月27日より公開され、同月30日からYouTubeの公式チャンネルにて、ショートバージョンのPVとメイキング映像。同年2月7日からは期間限定でフルバージョンがそれぞれ公開された。

## 演奏参加ミュージシャン
| THE BAWDIES | THE BAWDIES        |
| ----------- | ------------------ |
| ROY         | ボーカル・ベース   |
| TAXMAN      | ギター、ボーカル   |
| JIM         | ギター、コーラス   |
| MARCY       | ドラムス、コーラス |

## リリース一覧
| 地域 | 情報                                  | 規格                           | 作品                                            | 発信元 |
| ---- | ------------------------------------- | ------------------------------ | ----------------------------------------------- | --- |
| 日本 | 2012年1月10日（auのみ） 2012年1月11日 | 携帯端末向けうた配信（着信音） | 「ROCK ME BABY」                                | - レコチョク |
| 日本 | 2012年1月24日                         | 携帯端末向けフル先行配信       | 「ROCK ME BABY」                                | - iTunes - dwango |
| 日本 | 2012年1月31日                         | ミュージック・ビデオ           | ROCK ME BABY (short version) & MVメイキング映像 | YouTube |
| 日本 | 2012年2月7日                          | ミュージック・ビデオ           | 「ROCK ME BABY」                                | YouTube |
| 日本 | 2012年2月8日                          | CD                             | 「ROCK ME BABY」                                | ビクターエンタテインメント （Getting Better） |
| 日本 | 2012年2月8日                          | 携帯端末向けフル配信           | 「ROCK ME BABY」                                | - レコチョク（フル・洋楽） - music.jp - オリコン（フル・ヒット・洋楽） - HAPPYうた - mu-mo - ツタヤオンライン - JOYSOUND - ビルボード - MTV Sounds - BACCA!洋楽 |
| 日本 | 2012年2月8日                          | 着信メロディ（着信音）         | 「ROCK ME BABY」                                | - レコチョク - オリコン - music.jp |

## 音楽チャート
| CD                    | 携帯端末向けフル先行配信 | 携帯端末向けフル先行配信 |
| 週間オリコン チャート | レコ協 チャート          | レコチョク ランキング    |
| --------------------- | ------------------------ | ------------------------ |
| -                     | 69位                     | 67位                     |
| -                     | 43位                     | 48位                     |
| 6位                   |                          | 25位                     |

## タイアップ
| 楽曲             | タイアップ                                                                 |
| ---------------- | -------------------------------------------------------------------------- |
| 「ROCK ME BABY」 | 関西テレビ・フジテレビ全国ネット放送テレビドラマ『ハングリー!』主題歌      |
| 「ROCK ME BABY」 | テレビ東京系列放送音楽番組『JAPAN COUNTDOWN』2012年2月度オープニングテーマ |
| 「HUNGRY」       | 関西テレビ・フジテレビ全国ネット放送テレビドラマ『ハングリー!』劇中歌      |